# Inglés británico
Inglés británico o inglés del Reino Unido (en inglés: British English, UK English, BrE, BE, en-GB) es el término amplio usado para distinguir las formas del idioma inglés usadas en Reino Unido de las de otros lugares, como Estados Unidos.Es decir, es el conjunto de variedades de la lengua inglesa originarias de Gran Bretaña. De manera más específica, puede referirse específicamente al idioma inglés en Inglaterra o, más ampliamente, a los dialectos colectivos del inglés en las islas británicas tomados como una única variedad general, incorporando, por ejemplo, además el inglés escocés, el inglés galés y el inglés norirlandés. Sin embargo, el Oxford English Dictionary aplica el término al inglés británico (British English) "como es hablado o escrito en las islas británicas; especialmente las formas del inglés usadas en Gran Bretaña...", y reserva, por ejemplo, el hiberno-inglés para "El idioma inglés como es hablado y escrito en Irlanda".
Hay variaciones regionales en el inglés formal escrito en el Reino Unido: por ejemplo, aunque las palabras wee y little son intercambiables en algunos contextos, es más posible encontrar wee escrita por alguien del norte de Gran Bretaña (especialmente en Escocia) o de Irlanda y ocasionalmente Yorkshire que por alguien del Sur de Inglaterra o Gales. Aun así, hay un importante grado de uniformidad en el inglés escrito dentro del Reino Unido, y esto puede ser descrito como "inglés británico". Las formas del inglés hablado, sin embargo, varían considerablemente más que en la mayor parte de las áreas del mundo donde se hablaeste idioma y un concepto uniforme de "inglés británico" es por tanto más difícil de aplicar en el contexto hablado. De acuerdo a Tom McArthur en la Oxford Guide to World English (p. 45), "para muchas personas, especialmente en Inglaterra, la frase inglés británico es una tautología", y comparte "todas las ambigüedades y tensiones en la palabra británico, y como resultado puede ser interpretada de dos maneras, más amplia o estrechamente, dentro de un rango de confusión y ambigüedad".

## Historia
El inglés es una lengua germánica occidental que se originó de los dialectos anglo-frisones llevados a Inglaterra por los colonizadores germánicos de varias partes de lo que es hoy el noroeste de Alemania y el norte de los Países Bajos. Inicialmente, el idioma anglosajón era un grupo diverso de dialectos, reflejándose en los orígenes variados de los reinos anglosajones de Inglaterra. Uno de esos dialectos, el dialecto sajón occidental, llegó a dominar. El idioma anglosajón estaba influido por dos olas de invasión; la primera por los hablantes de la rama escandinava de la familia germánica, quienes conquistaron y colonizaron partes de Gran Bretaña en los siglos vii y ix; la segunda fue de los normandos en el siglo xi, que hablaban Normando antiguo y desarrolló una variedad del inglés llamado anglo-normando. Estas dos invasiones causaron que el inglés se volviera "mixto" hasta cierto grado (aunque no fue nunca un idioma mixto en el sentido estricto de la palabra; los idiomas mixtos surgen de la cohabitación de hablantes de diferentes idiomas, que desarrollan una lengua híbrida por comunicación básica).
La cohabitación con los escandinavos resultó en una simplificación de la gramática y enriquecimiento léxico significativo del núcleo anglo-frisón del inglés; la posterior ocupación normanda llevó a la inserción en ese núcleo germánico de una capa más elaborada de palabras desde la rama románica de las lenguas indoeuropeas. Esta influencia normanda entró al inglés en gran parte a través de las cortes y el gobierno.

## Estandarización
Como el inglés alrededor del mundo, el hablado en el Reino Unido e Irlanda está gobernado por convención más que por un código formal: no hay un cuerpo equivalente a la Académie française o a la Real Academia Española, y los diccionarios de autoridad (por ejemplo, Oxford English Dictionary, Longman Dictionary of Contemporary English, Chambers Dictionary, Collins Dictionary) registran el uso mas no lo prescriben. Además, el vocabulario y su uso cambian con el tiempo; las palabras son fácilmente tomadas de otros idiomas («préstamos lingüísticos») y otras variedades del inglés. Asimismo, los neologismos son frecuentes.
Por razones históricas que datan desde el surgimiento de Londres en el siglo ix, la forma del idioma hablado en Londres y en Midlands del Este se volvió el inglés estándar dentro de la corte, y finalmente la base para el uso generalmente aceptado en el derecho, gobierno, literatura y educación dentro del Reino Unido. En gran medida, la ortografía británica moderna fue estandarizada en A Dictionary of the English Language de Samuel Johnson (1755), aunque escritores previos también jugaron un papel importante en esto y mucho ha cambiado desde 1755. Escocia, que estuvo en unión parlamentaria con Inglaterra solo en 1707 (y devuelta en 1998) aún tiene algunos aspectos independientes de estandarización, especialmente dentro de su sistema legal autónomo.
Desde inicios del siglo xx, numerosos libros de autores británicos que tienen como objetivo servir como guías de gramática y uso del inglés han sido publicados, algunos de ellos han alcanzado suficiente aclamación para permanecer en circulación por largos periodos y han sido reeditados después de varias décadas. Estos incluyen, más notablemente, Modern English Usage de Fowler y The Complete Plain Words de sir Ernest Gowers. Guías detalladas de muchos aspectos para escribir inglés británico para publicación están incluidas en guías de estilo de varias editoras como el periódico The Times, la Oxford University Press y la Cambridge University Press. Las guías de la Oxford University Press fueron elaboradas originalmente como una sola página por Horace Henry Hart y fueron, en su época (1893) la primera guía de su tipo en inglés; fueron expandidas gradualmente y finalmente publicadas, primero como Hart's Rules y, más recientemente (2002), como parte del The Oxford Manual of Style. Comparable en autoridad y estatura al The Chicago Manual of Style para inglés estadounidense, el Oxford Manual es un estándar exhaustivo para inglés británico publicado, al cual pueden referirse los escritores ante la ausencia de un documento específico publicado por la casa editorial que publicará su trabajo.

## Dialectos
Los dialectos y acentos varían entre los cuatro países constituyentes del Reino Unido, y también dentro de ellos. También hay diferencias en el inglés hablado por diferentes grupos socioeconómicos en cualquier región particular.
Las divisiones principales están clasificadas normalmente como inglés de Inglaterra (o inglés tal como es hablado en Inglaterra, que incluye los dialectos del inglés de Inglaterra del sur, del inglés de Midlands y del Norte de Irlanda), el inglés de Gales y el inglés de Escocia (al que no hay que confundir con el escocés (lengua germánica)). Los diversos dialectos británicos también difieren en las palabras que han tomado de diferentes idiomas. El escocés y los dialectos del inglés del norte incluyen muchas palabras de origen nórdico antiguo y algunas tomadas del gaélico, aunque la mayor parte de la estructura y las palabras comunes son conservadoramente anglosajonas, de ahí 'kirk' (church - iglesia), 'beck' (stream - arroyo), 'feart' (feared - temido), 'fell' (hillside - ladera), 'kistie' (chest, box - arcón, caja), 'lang syne' (long ago - hace mucho), etc.
Después del último estudio de dialectos del inglés (1949-1950), la Universidad de Leeds comenzó un nuevo proyecto. En mayo de 2007 el Consejo de Investigación de las Artes y Humanidades otorgaron un subsidio a un equipo dirigido por Sally Johnson, profesora de Lingüística y fonética en la Universidad de Leeds, para estudiar los dialectos regionales británicos.

## Diferencias entre el inglés británico y el inglés estadounidense
Las diferencias entre el inglés británico y el inglés estadounidense podrían clasificarse en 1. diferencias gramaticales, 2. diferencias ortográficas, 3. diferencias de pronunciación, y 4. diferencias en vocabulario/léxico.
1. Diferencias gramaticales. Destacaremos las siguientes: 
a) El verbo have (tener): En el inglés británico se usa have got, mientras que en el americano emplea el verbo have.
b) Verbos irregulares: En inglés británico el verbo get sería get-got-got, mientras que en inglés americano, el verbo es get-got-gotten.
c) Uso de preposiciones: at the weekend (inglés británico), on the weekend (inglés canadiense y estadounidense); at Christmas (inglés británico), on Christmas (inglés canadiense y estadounidense); from Monday to Friday (inglés británico); Monday through Friday (inglés canadiense y estadounidense).
2. Diferencias ortográficas. La ortografía británica es la más comúnmente aplicada en cualquier territorio cuyo idioma oficial es el inglés. La única excepción es Estados Unidos y los territorios anterior o actualmente colonizados por este país. Hay algunas ocasiones en que la ortografía y el vocabulario estadounidenses se aplican en la modalidad canadiense. 
Las principales diferencias son:
a) ortografía -our (inglés británico) versus -or (inglés estadounidense): colour versus color, favourite versus favorite.
b) ortografía -ise y -yse (inglés británico) versus -ize y -yze (inglés canadiense y estadounidense): organise versus organize, realise versus realize, analyse versus analyze. 
c) consontantes simples o dobles: travelling versus traveling, travelled versus traveled, traveller versus traveler
3. Diferencias de pronunciación. Además de la diferencia de acentos, las principales diferencias de pronunciación son:
a) La letra R: No se pronuncia al final de palabra o seguida de otra consonante en inglés británico, pero si en las modalidades irlandesa (incluida Irlanda del Norte, que forma parte del Reino Unido), la canadiense y la estadounidense (por ejemplo, computer, architect, energy, curve, etc.) 
b) La letra T: Esta letra no se suele pronunciar a menudo en el inglés canadiense y estadounidense (what)
c) Vocales: La diferencia en la pronunciación de la letra A es la más significativa. El sonido fonético /æ/ es muy común en el inglés norteamericano (incluido el canadiense estándar), pero no en el británico.
4. Diferencias en el vocabulario.
Esta tabla contiene algunos ejemplos de diferencias léxicas entre las formas del inglés británico y el inglés estadounidense.
| Inglés británico            | Inglés estadounidense   | Español                                                                                         |
| --------------------------- | ----------------------- | ----------------------------------------------------------------------------------------------- |
| aubergine                   | eggplant                | berenjena                                                                                       |
| aeroplane                   | airplane                | avión                                                                                           |
| biscuit                     | cookie                  | galleta / galletita                                                                             |
| bonnet                      | hood                    | capó / cofre                                                                                    |
| braces                      | suspenders              | tirantes / tiradores (Argentina, Paraguay, Uruguay)                                             |
| bumper                      | fender                  | parachoques / defensa                                                                           |
| boot                        | trunk                   | cajuela / maletera / maletero / valija / baúl / cajuela                                         |
| colour                      | color                   | color                                                                                           |
| number plate                | license plate           | placa (de coche) / matrícula / patente                                                          |
| windscreen                  | windshield              | parabrisas                                                                                      |
| trainers                    | tennis shoes / sneakers | zapatillas de deporte / tenis / zapatillas                                                      |
| jumper                      | sweater                 | sudadera / jersey / suéter                                                                      |
| waistcoat                   | vest                    | chaleco                                                                                         |
| caravan                     | trailer                 | caravana / tráiler / remolque                                                                   |
| chemist                     | pharmacy / drugstore    | farmacia / droguería                                                                            |
| caretaker                   | janitor                 | conserje / encargado                                                                            |
| chips                       | (French) fries          | patatas fritas / papas fritas                                                                   |
| crisps                      | (potato) chips          | patatas fritas (de bolsa) / papas fritas (de bolsa)                                             |
| trousers                    | pants                   | pantalones                                                                                      |
| dinner jacket               | tuxedo                  | esmoquin                                                                                        |
| cot                         | crib                    | cuna                                                                                            |
| phone box                   | phone booth             | cabina telefónica / cabina de teléfono / teléfono público                                       |
| post                        | mail                    | correo                                                                                          |
| diversion                   | detour                  | desvío / rodeo, vuelta, gira                                                                    |
| fortnight                   | two weeks               | quince días / dos semanas / quincena                                                            |
| form                        | grade                   | clase (en un colegio) / curso / grado                                                           |
| football                    | soccer                  | fútbol / balompié                                                                               |
| full stop                   | period                  | punto (signo de puntuación)                                                                     |
| funnel                      | smokestack              | chimenea (de una locomotora o un barco de vapor)                                                |
| gear lever                  | gear shift              | palanca de cambio / cambios / palanca de velocidades                                            |
| handbag                     | purse                   | bolso / cartera / bolsa de mano                                                                 |
| programme                   | program                 | programa                                                                                        |
| headteacher                 | principal               | director (del colegio)                                                                          |
| hire purchase               | installment plan        | compra a plazos o diferida / comprar en abonos                                                  |
| jug                         | pitcher                 | jarra                                                                                           |
| hire / let                  | rent / lease            | alquilar / rentar / arrendar (Chile y España)                                                   |
| lorry                       | truck                   | camioneta / camión                                                                              |
| pants                       | underpants              | ropa interior                                                                                   |
| pavement, footpath          | sidewalk                | acera / pavimento                                                                               |
| petrol                      | gas(oline)              | gasolina / petróleo (Chile)                                                                     |
| public convenience / toilet | restroom                | baños / servicios higiénicos / servicio / baño (habitación) (Perú) / sanitario / cuarto de baño |
| railway                     | railroad                | ferrovía                                                                                        |
| railway sleeper             | railroad tie            | traviesa / durmiente (Latinoamérica)                                                            |
| return ticket               | round trip ticket       | boleto de ida y regreso / boleto redondo (México)                                               |
| solicitor                   | attorney                | abogado/a                                                                                       |
| spanner                     | wrench                  | llave inglesa / destornillador                                                                  |
| underground                 | subway                  | metro / subte (Argentina)                                                                       |
| lift                        | elevator                | ascensor / elevador                                                                             |
| analyse                     | analyze                 | analizar                                                                                        |
| jewellery                   | jewelry                 | joyería                                                                                         |
| sweets                      | candies                 | caramelos / dulces                                                                              |
| transport                   | transportation          | transporte                                                                                      |
| favourite                   | favorite                | favorito / preferido                                                                            |
| centre                      | center                  | centro                                                                                          |
| licence                     | license                 | licencia / permiso                                                                              |
| surname                     | last name               | apellido                                                                                        |
| book                        | make a reservation      | hacer una reserva / reservar / hacer una reservación                                            |
| stave                       | staff                   | pentagrama                                                                                      |
| café                        | coffee shop             | cafetería                                                                                       |
| cooker                      | stove                   | estufa/cocina                                                                                   |
| do the washing              | do the laundry          | lavar la ropa                                                                                   |
| do the washing-up           | do the dishes           | lavar los platos / lavar los trastes                                                            |
| film                        | movie                   | película                                                                                        |
| flat                        | apartment               | apartamento / departamento                                                                      |
| flatmate                    | roommate                | compañero de habitación/compañero de cuarto                                                     |
| mum / mummy                 | mom / mommy             | mamá                                                                                            |
| penfriend                   | penpal                  | amigo por correspondencia                                                                       |
| painkiller                  | pain reliever           | analgésico                                                                                      |
| wardrobe                    | closet                  | armario / ropero / clóset                                                                       |
| autumn                      | fall                    | otoño                                                                                           |
| luggage                     | baggage                 | equipaje                                                                                        |
| rubbish                     | garbage/trash           | basura                                                                                          |
| rubbish bin / dustbin       | garbage can / trash can | basurero / caneca de basura / cubo de basura                                                    |
| Telly / box                 | TV                      | televisión / televisor / tele                                                                   |
| timetable                   | schedule                | programa (horario)                                                                              |
| queue                       | line                    | fila / cola                                                                                     |
| petrol station              | gas station             | estación de servicio / gasolinera (Colombia y México)                                           |